# Максима Горького (Тульская область)
Максима Горького — посёлок в Чернском районе Тульской области России.
В рамках административно-территориального устройства относится к Поповской сельской администрации Чернского района, в рамках организации местного самоуправления входит в сельское поселение Северное.

## География
Расположен в 80 км к юго-западу от областного центра и в 16 км к северо-востоку от райцентра, пгт Чернь.

## Население
| 2002 | 2010 |
| ---- | ---- |
| 222  | ↗248 |

Население — 248 чел. (2010).

## О посёлке
По состоянию на июнь 2025 года в поселке имеется детский садик и два магазина.